# IC 1305
IC 1305 је емисиона маглина у сазвјежђу Лисица која се налази на листи објеката дубоког неба у Индекс каталогу.
Деклинација објекта је + 20° 11' 40" а ректасцензија 19h 39m 18,0s. IC 1305 је још познат и под ознакама CED 169.